# Мэттьюз, Уэсли
Уэсли Мэттьюз-младший (англ. Wesley Matthews, Jr.; родился 14 октября 1986 года в Сан-Антонио, штат Техас) — американский профессиональный баскетболист, в последнее время выступавший за команду Национальной баскетбольной ассоциации «Атланта Хокс». Играет на позиции атакующего защитника. Сын бывшего профессионального баскетболиста, двукратного чемпиона НБА Уэса Мэттьюза.

## Биография
Родители Уэсли — Пэм Мур, бегунья национального уровня и баскетболистка, и Уэсли Мэттьюз-старший, в 1980-е игравший в НБА и выигравший два чемпионских титула в составе «Лос-Анджелес Лейкерс» — познакомились во время учёбы в Университете Висконсина.
Уэсли-младший учился в старшей школе Джеймса Мэдисона в городе Мэдисон, играл в школьных командах по баскетболу и футболу. В 2005 году был признан лучшим баскетболистом штата Висконсин среди школьников. В том же году поступил в Университет Маркетта в Милуоки, где проучился четыре года. Мэттьюз с первого курса стал играть в стартовой пятёрке университетской баскетбольной команды. За время обучения он существенно прогрессировал и на последнем курсе в среднем за игру набирал 18,6 очков за игру.
После окончания колледжа в 2009 году Мэттьюз выставил свою кандидатуру на драфт НБА, однако не был выбран. Тем не менее он получил приглашения от «Юты» и «Сакраменто» принять участие в матчах летней лиги НБА, где сполна проявил себя. 25 сентября 2009 года Уэсли подписал годичный контракт с клубом «Юта Джаз». В начале сезона он был сменщиком для Ронни Брюера, а с февраля 2010 года, после обмена Брюера в «Мемфис Гриззлис», стал играть в стартовой пятёрке на позиции атакующего защитника. Мэттьюз принял участие во всех 82 матчах (из них 48 в стартовой пятёрке) «Юты» в регулярном сезоне и в среднем за игру набирал 9,4 очков. В матчах серии плей-офф он также выходил в стартовой пятёрке и в среднем набирал 13,2 очков.
Летом 2010 года Мэттьюз стал ограниченно свободным агентом. 10 июля 2010 года он подписал пятилетний контракт с «Портленд Трэйл Блэйзерс» на сумму 34 миллиона долларов. 14 июля руководство «Юты» объявило, что не будет перебивать предложение «Портленда» и позволит Мэттьюзу покинуть команду.
9 июля 2015 года подписал четырёхлетний контракт с «Даллас Маверикс».
В январе 2019 года стал первым в истории НБА незадрафтованным баскетболистом, реализовавшим 1500 трёхочковых.
31 января 2019 года был обменян в «Нью-Йорк Никс» в рамках многосторонней сделки. Сыграл за «Никс» всего два матча, и 7 февраля 2019 года был отчислен из команды.
10 февраля 2019 года подписал контракт с «Индианой Пэйсерс». Уже 22 февраля забросил 6 трёхочковых в игре против «Пеликанс», набрав 24 очка.
12 июля 2019 года подписал контракт с «Милуоки Бакс». В сезоне 2019/20 сыграл 67 матчей за «Бакс», набирая 7,4 очка за 24,4 минуты.
22 ноября 2020 года подписал соглашение с «Лос-Анджелес Лейкерс». «Лейкерс» стали седьмой командой НБА в карьере Уэсли. Он принял участие в 58 матчах за «Лейкерс», набирая в среднем всего 4,8 очка и имея худший в карьере процент попадания трехочковых бросков в 33 %.
3 декабря 2021 года Мэттьюс подписал контракт с «Милуоки Бакс». Во время рождественской игры Мэттьюс набрал всего 9 очков, но обеспечил «Бакс» преимущество, реализовав трехочковый бросок за 30 секунд до конца матча, что помогло победить «Бостон Селтикс». В конце регулярного чемпионата Майк Буденхольцер ввел Мэттьюса в стартовый состав команды, чтобы он играл в защите вместе с защитником Джрю Холидеем.
6 июля 2022 года Мэттьюс переподписал контракт с «Бакс».
22 июля 2023 года Мэттьюс подписал однолетний контракт с «Атлантой Хокс».

## Статистика

### Статистика в НБА
| Сезон                                                                                    | Команда  | Регулярный сезон | Регулярный сезон | Регулярный сезон | Регулярный сезон | Регулярный сезон | Регулярный сезон | Регулярный сезон | Регулярный сезон | Регулярный сезон | Регулярный сезон | Регулярный сезон | Серия плей-офф | Серия плей-офф | Серия плей-офф | Серия плей-офф | Серия плей-офф | Серия плей-офф | Серия плей-офф | Серия плей-офф | Серия плей-офф | Серия плей-офф | Серия плей-офф |
| Сезон                                                                                    | Команда  | GP               | GS               | MPG              | FG%              | 3P%              | FT%              | RPG              | APG              | SPG              | BPG              | PPG              | GP             | GS             | MPG            | FG%            | 3P%            | FT%            | RPG            | APG            | SPG            | BPG            | PPG            |
| ---------------------------------------------------------------------------------------- | -------- | ---------------- | ---------------- | ---------------- | ---------------- | ---------------- | ---------------- | ---------------- | ---------------- | ---------------- | ---------------- | ---------------- | -------------- | -------------- | -------------- | -------------- | -------------- | -------------- | -------------- | -------------- | -------------- | -------------- | -------------- |
| 2009/10                                                                                  | Юта      | 82               | 48               | 24,7             | 48,3             | 38,2             | 82,9             | 2,3              | 1,5              | 0,8              | 0,2              | 9,4              | 10             | 10             | 37,1           | 38,6           | 35,7           | 81,3           | 4,4            | 1,7            | 1,8            | 0,5            | 13,2           |
| 2010/11                                                                                  | Портленд | 82               | 69               | 33,6             | 44,9             | 40,7             | 84,4             | 3,1              | 2,0              | 1,2              | 0,1              | 15,9             | 6              | 6              | 33,7           | 47,4           | 38,1           | 84,2           | 1,2            | 1,0            | 0,7            | 0,2            | 13,0           |
| 2011/12                                                                                  | Портленд | 66               | 53               | 33,8             | 41,2             | 38,3             | 86,0             | 3,4              | 1,7              | 1,5              | 0,2              | 13,7             | Не участвовал  | Не участвовал  | Не участвовал  | Не участвовал  | Не участвовал  | Не участвовал  | Не участвовал  | Не участвовал  | Не участвовал  | Не участвовал  | Не участвовал  |
| 2012/13                                                                                  | Портленд | 69               | 69               | 34,8             | 43,6             | 39,8             | 79,7             | 2,8              | 2,5              | 1,3              | 0,3              | 14,8             | Не участвовал  | Не участвовал  | Не участвовал  | Не участвовал  | Не участвовал  | Не участвовал  | Не участвовал  | Не участвовал  | Не участвовал  | Не участвовал  | Не участвовал  |
| 2013/14                                                                                  | Портленд | 82               | 82               | 33,9             | 44,1             | 39,3             | 83,7             | 3,5              | 2,4              | 0,9              | 0,2              | 16,4             | 11             | 11             | 38,7           | 41,2           | 32,4           | 81,3           | 3,9            | 1,3            | 1,3            | 0,5            | 14,5           |
| 2014/15                                                                                  | Портленд | 60               | 60               | 33,7             | 44,8             | 38,9             | 75,2             | 3,7              | 2,3              | 1,3              | 0,2              | 15,9             | Не участвовал  | Не участвовал  | Не участвовал  | Не участвовал  | Не участвовал  | Не участвовал  | Не участвовал  | Не участвовал  | Не участвовал  | Не участвовал  | Не участвовал  |
| 2015/16                                                                                  | Даллас   | 78               | 78               | 33,9             | 38,8             | 36,0             | 86,3             | 3,1              | 1,9              | 1,0              | 0,2              | 12,5             | 5              | 5              | 34,7           | 33,3           | 28,6           | 78,9           | 3,6            | 1,2            | 1,2            | 0,0            | 13,0           |
| 2016/17                                                                                  | Даллас   | 73               | 73               | 34,2             | 39,3             | 36,3             | 81,6             | 3,5              | 2,9              | 1,1              | 0,2              | 13,5             | Не участвовал  | Не участвовал  | Не участвовал  | Не участвовал  | Не участвовал  | Не участвовал  | Не участвовал  | Не участвовал  | Не участвовал  | Не участвовал  | Не участвовал  |
| 2017/18                                                                                  | Даллас   | 63               | 63               | 33,8             | 40,6             | 38,1             | 82,2             | 3,1              | 2,7              | 1,2              | 0,3              | 12,7             | Не участвовал  | Не участвовал  | Не участвовал  | Не участвовал  | Не участвовал  | Не участвовал  | Не участвовал  | Не участвовал  | Не участвовал  | Не участвовал  | Не участвовал  |
| 2018/19                                                                                  | Даллас   | 44               | 44               | 29,8             | 41,4             | 38,0             | 79,1             | 2,3              | 2,3              | 0,8              | 0,3              | 13,1             | Не участвовал  | Не участвовал  | Не участвовал  | Не участвовал  | Не участвовал  | Не участвовал  | Не участвовал  | Не участвовал  | Не участвовал  | Не участвовал  | Не участвовал  |
| 2018/19                                                                                  | Нью-Йорк | 2                | 1                | 27,0             | 21,1             | 20,0             | 80,0             | 1,5              | 2,5              | 0,5              | 0,5              | 7,0              | Не участвовал  | Не участвовал  | Не участвовал  | Не участвовал  | Не участвовал  | Не участвовал  | Не участвовал  | Не участвовал  | Не участвовал  | Не участвовал  | Не участвовал  |
| 2018/19                                                                                  | Индиана  | 23               | 23               | 31,5             | 38,6             | 36,9             | 85,4             | 2,8              | 2,4              | 0,9              | 0,2              | 10,9             | 4              | 4              | 29,7           | 30,0           | 33,3           | 100,0          | 2,5            | 2,0            | 0,8            | 0,3            | 7,0            |
| 2019/20                                                                                  | Милуоки  | 67               | 67               | 24,4             | 39,6             | 36,4             | 76,5             | 2,5              | 1,4              | 0,6              | 0,1              | 7,4              | 10             | 10             | 24,6           | 42,1           | 39,5           | 70,0           | 1,8            | 0,9            | 0,9            | 0,4            | 7,2            |
| 2020/21                                                                                  | Лейкерс  | 58               | 10               | 19,5             | 35,3             | 33,5             | 85,4             | 1,6              | 0,9              | 0,7              | 0,3              | 4,8              | 6              | 1              | 18,4           | 30,3           | 28,0           | 100,0          | 1,7            | 0,3            | 0,3            | 0,0            | 5,5            |
| 2021/22                                                                                  | Милуоки  | 49               | 14               | 20,5             | 39,5             | 33,8             | 78,6             | 1,9              | 0,7              | 0,5              | 0,2              | 5,1              | 12             | 12             | 28,7           | 39,1           | 40,0           | 66,7           | 3,1            | 1,2            | 0,8            | 0,3            | 6,2            |
| 2022/23                                                                                  | Милуоки  | 52               | 0                | 15,8             | 36,3             | 31,5             | 85,7             | 2,2              | 0,7              | 0,4              | 0,3              | 3,4              | 2              | 0              | 20,7           | 44,4           | 57,1           | -              | 1,5            | 0,5            | 1,0            | 0,5            | 6,0            |
| 2023/24                                                                                  | Атланта  | 36               | 3                | 11,5             | 35,1             | 34,8             | 75,0             | 1,5              | 0,6              | 0,4              | 0,3              | 3,1              | Не участвовал  | Не участвовал  | Не участвовал  | Не участвовал  | Не участвовал  | Не участвовал  | Не участвовал  | Не участвовал  | Не участвовал  | Не участвовал  | Не участвовал  |
|                                                                                          | Всего    | 986              | 757              | 29,0             | 41,9             | 37,5             | 82,3             | 2,8              | 1,9              | 0,9              | 0,2              | 11,4             | 66             | 59             | 30,8           | 39,1           | 35,2           | 80,8           | 2,9            | 1,2            | 1,0            | 0,3            | 9,9            |
| Наведите курсор мыши на аббревиатуры в заголовке таблицы, чтобы прочесть их расшифровку. |          |                  |                  |                  |                  |                  |                  |                  |                  |                  |                  |                  |                |                |                |                |                |                |                |                |                |                |                |

### Статистика в NCAA
| Сезон | Команда | Conf     | Class | GP  | GS  | MPG  | FG%  | 3P%  | FT%  | RPG | APG | SPG | BPG | PPG  |
| --- | ------- | -------- | ----- | --- | --- | ---- | ---- | ---- | ---- | --- | --- | --- | --- | ---- |
| 2005/06 | Маркетт | Big East | FR    | 23  | 14  | 24,9 | 39,9 | 43,8 | 78,8 | 4,0 | 2,2 | 1,3 | 0,2 | 9,0  |
| 2006/07 | Маркетт | Big East | SO    | 34  | 34  | 31,2 | 43,8 | 28,8 | 77,0 | 5,3 | 2,2 | 1,4 | 0,1 | 12,6 |
| 2007/08 | Маркетт | Big East | JR    | 35  | 35  | 28,8 | 43,4 | 31,3 | 79,0 | 4,4 | 1,7 | 1,0 | 0,3 | 11,3 |
| 2008/09 | Маркетт | Big East | SR    | 35  | 35  | 34,0 | 47,5 | 36,8 | 82,9 | 5,7 | 2,5 | 1,2 | 0,5 | 18,3 |
| Всего | Всего   | Всего    | Всего | 127 | 118 | 30,2 | 44,4 | 34,1 | 79,9 | 4,9 | 2,1 | 1,2 | 0,3 | 13,2 |
| Наведите курсор мыши на аббревиатуры в заголовке таблицы, чтобы прочесть их расшифровку Статистика приведена с сайта sports-reference.com |         |          |       |     |     |      |      |      |      |     |     |     |     |      |